# Ossian

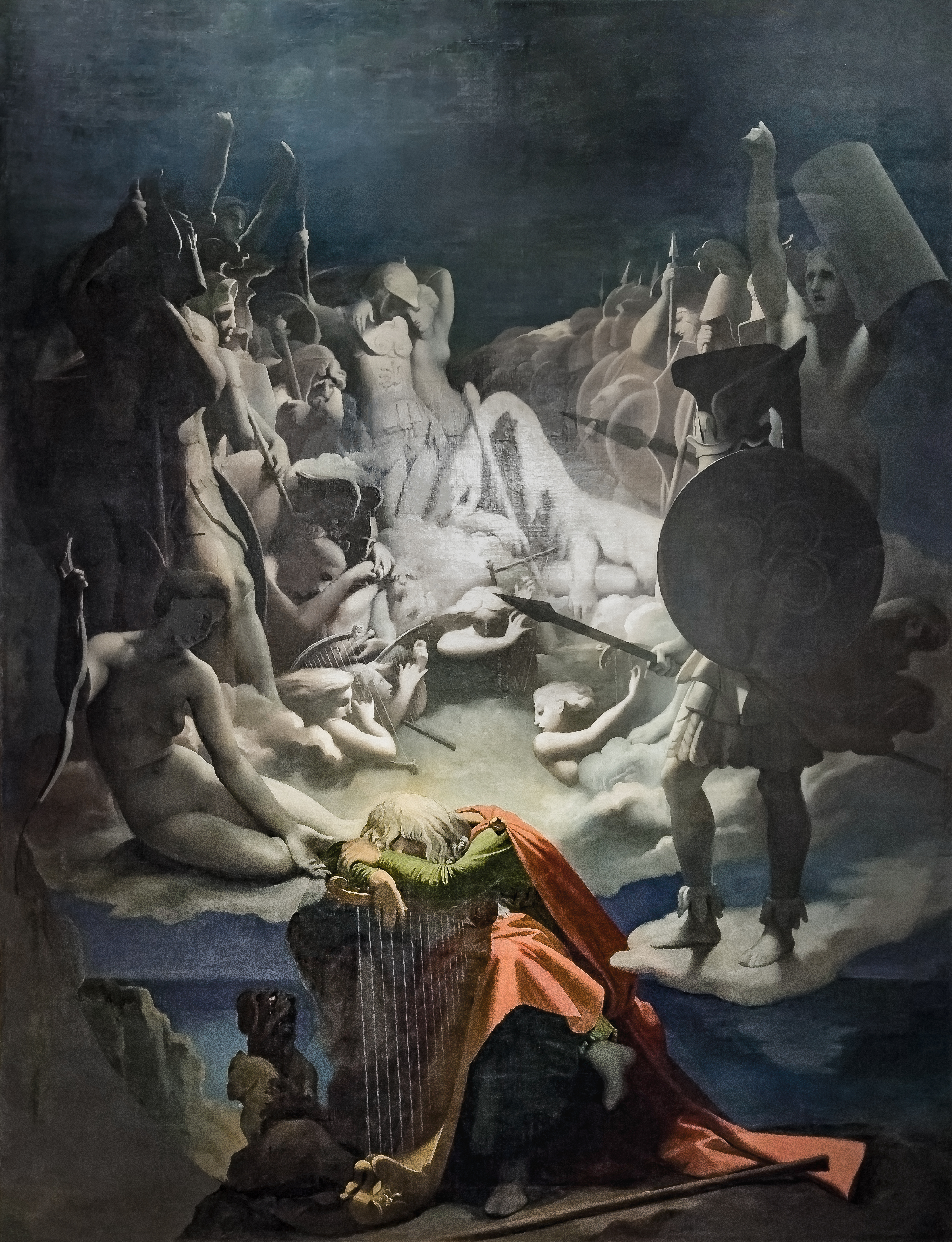
El sueño de Ossian, de Jean Auguste Dominique Ingres (1813).

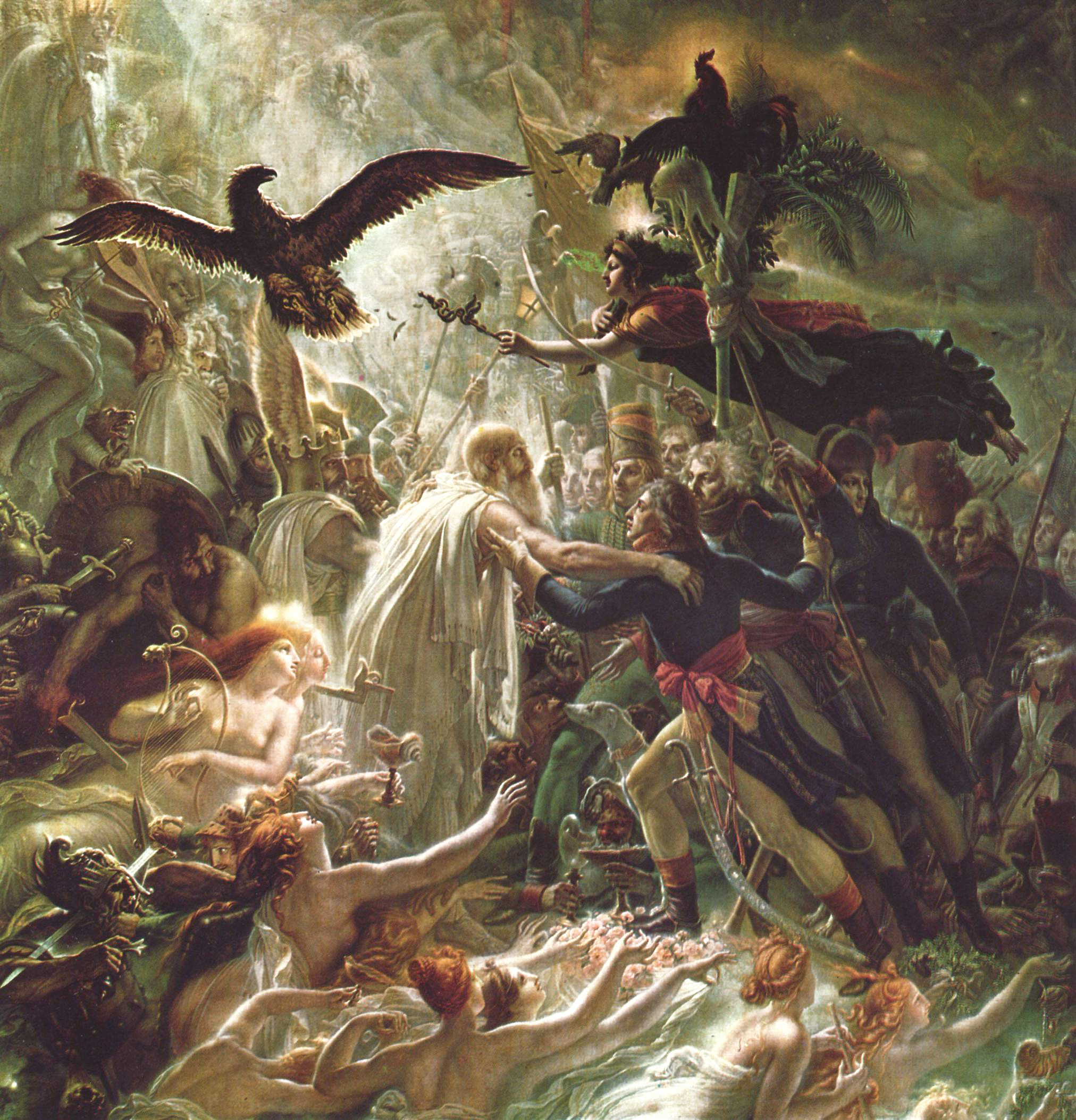
Ossian recibiendo en el Valhalla a los generales de la República muertos por la Patria (1802), de Anne-Louis Girodet de Roussy-Trioson.

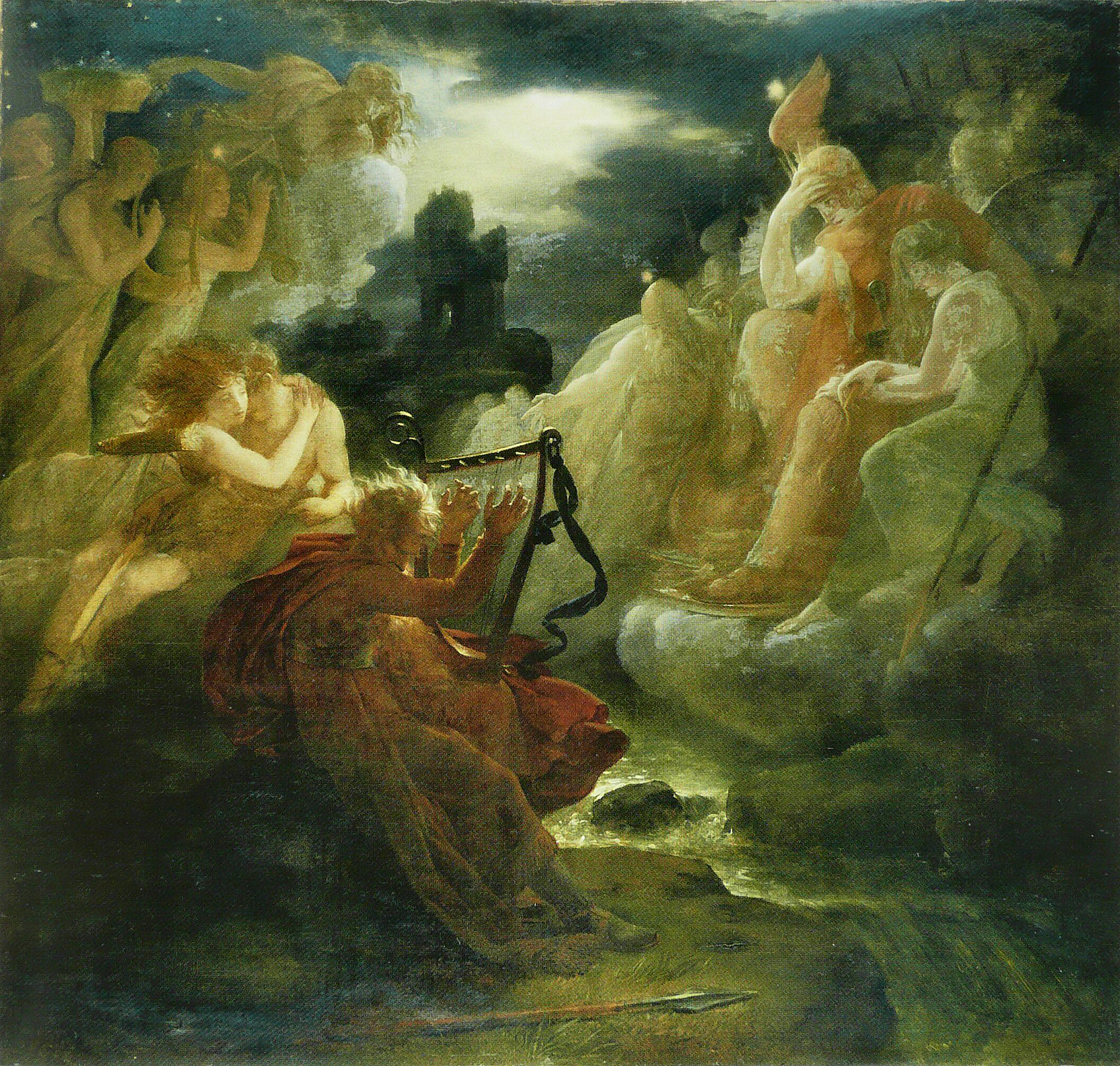
Ossian despertando a los espíritus a orillas del Loira con el sonido de su arpa (1801), de François Gérard.

Ossian, escrito de forma alternativa como Oisín (irlandés antiguo, pronunciado /ˈɔʃiːnʲ/, algo así como "o-shin"), hijo de Fingal (Fionn Mac Cumhaill) y de Sadbh (hija de Bobd Dearg), es recordado en las leyendas como el más grande poeta de Irlanda, y un guerrero de la Fianna en el Ciclo feniano o Ciclo ossiánico de la mitología irlandesa. Es el narrador de gran parte del ciclo. La escritura Ossian está particularmente asociada al ciclo de poemas de James Macpherson que este afirma haber traducido de fuentes antiguas en gaélico escocés.

## El mito
Su nombre significa literalmente "pequeño ciervo" o venado, y la historia cuenta que su madre, Sabdh, fue convertida en ciervo por un druida, Fer Doirich (o Fear Doirche). Cuando Fionn cazaba atrapó a la cierva pero no la mató, y ella volvió a su forma humana. Fionn dejó la caza y la guerra para establecerse con Sabdh, y ella quedó rápidamente embarazada, pero Fer Doirich la engañó para volver a transformarla en ciervo y ella volvió a la naturaleza. Siete años más tarde Fionn encontró a su hijo, desnudo, en Benbulbin (Sligo, Irlanda).
Otras historias dicen que Oisín conoce a Fionn por primera vez en su edad adulta y compiten por un cerdo asado antes de reconocerse.

## Sus obras
En 1760 Macpherson, un poeta que escribía en escocés, publicó Fragments of Ancient Poetry collected in the Highlands of Scotland (Fragmentos de antigua poesía recogida en las Tierras Altas de Escocia) que había traducido del gaélico. Ese mismo año obtuvo más manuscritos. En 1761 afirmó haber encontrado un poema épico sobre Fingal escrito por Ossian. Publicó traducciones durante los siguientes años, culminándolo con la edición de la colección completa; The Works of Ossian (Las obras de Ossian), en 1765. El poema más famoso de entre ellos fue Fingal escrito en 1762. Los poemas alcanzaron un gran éxito internacional y se los proclamó el equivalente celta de escritores clásicos como Homero.

### Oisín en Tir na nÓg
En Oisín en Tir na nÓg, su más famoso echtra o relato de aventuras, Oisín es visitado por un hada llamada Níamh Chinn Óir -Niamh del Cabello Dorado- una de las hijas de Manannán mac Lir, un dios del mar - quien anuncia que lo ama y lo lleva a Tír na nÓg ("la tierra de los jóvenes", también llamada Tir Tairngire, "la tierra prometida"). Su unión produce a Oscar, el famoso hijo de Oisín, y una hija, Plor na mBan - "Flor de Mujer". Luego de lo que parecen ser tres años Oisín decide volver a Irlanda, pero allí han pasado 300 años. Niamh le da su caballo blanco, Embarr, y le advierte que no desmonte, porque si sus pies tocan la tierra esos 300 años lo alcanzarían y se volvería viejo y marchito. Oisín vuelve a su casa y encuentra la colina de Almu, hogar de Fionn, abandonado y derruido. Luego, mientras ayuda a unos hombres a poner una piedra sobre un carro, el estribo se rompe y cae al suelo, volviéndose viejo como Niamh había predicho. El caballo vuelve a Tir na nÓg.

### Acallam na Senórach
En el cuento Acallam na Senórach (Historias de los Ancianos), Oisín y su camarada Caílte mac Rónáin sobrevivieron los tiempos de San Patricio y contaron a los santos las historias de la fianna. Esta es la fuente del poema Las andanzas de Oisín de William Butler Yeats.

### Otros poemas
Ossian, el narrador y supuesto autor de una serie de poemas publicada en 1760 por James Macpherson, está basado en Oisín. Macpherson dijo haber traducido sus poemas de antiguas fuentes en lenguaje gaélico. Estos poemas tuvieron amplia influencia en varios autores incluyendo al joven Walter Scott y a los miembros de Sturm und Drang entre los que se encontraba Goethe, aunque su autenticidad fue muy disputada. Los eruditos modernos han demostrado que Macpherson basó sus poemas en auténticas baladas gaélicas, pero adaptándolas a la sensibilidad contemporánea, alterando los personajes e ideas originales e introduciendo un número de ideas propias.

## Influencias
La obra influenció a muchos autores, incluyendo a un joven Walter Scott , a J.W. von Goethe, cuya traducción de una parte de las obras de Macpherson aparece en una escena importante de Las desventuras del joven Werther, y a Eduardo Pondal. Johann Gottfried Herder, amigo de Goethe, escribió un ensayo titulado Extracto de una correspondencia sobre Ossian y las canciones de antiguas gentes en los inicios del movimiento Sturm und Drang.

## Acusaciones
Sin embargo, inmediatamente tras la publicación hubo acusaciones de que las afirmaciones de Macpherson eran falsas y los poemas fueron rechazados como falsos. Los escritos de Macpherson podían ser interpretados bajo una luz política y fueron contestados vehementemente por historiadores irlandeses, que sentían que se estaban apropiando de su herencia cultural, a pesar de que las culturas de Escocia e Irlanda estuvieran muy relacionadas en la época en la que se sitúan los poemas. La polémica continuó hasta principios del siglo XIX, con discusiones sobre si los poemas se basaban en fuentes irlandesas, en fuentes escritas en inglés, en fragmentos gaélicos refundidos en el texto de Macpherson, como concluyó Samuel Johnson, o en tradiciones orales en gaélico escocés, como afirmaba Macpherson. Además, aunque Macpherson aseguró durante toda su vida que había obtenido los poemas de unos supuestos manuscritos antiguos escritos en erse, jamás los mostró a nadie, y tras su muerte nunca fueron hallados. A pesar de que la verdad nos es desconocida, los estudiosos modernos tienden a creer que Macpherson había recogido realmente baladas gaélicas de Ossian, pero que las adaptó a la sensibilidad contemporánea, alterando el carácter y las ideas originales e introduciendo mucho material propio. Muchos opinan que la cuestión de la autenticidad no debería ocultar el mérito artístico y el significado cultural de los poemas.